# Museo de la Miniatura de Ordino
El Museo de la Miniatura de Ordino es un museo ubicado en la localidad de Ordino, Andorra. Se ubica en el Edificio Maragda, en la calle Mosén Cinto Verdaguer y alberga parte de la obra del maestro ucraniano de la miniatura Nicolaï Syadristy y del miniaturista chino Liu Shouben, así como un amplio abanico de retablos e imaginería cultural religiosa de la escuela ortodoxa rusa y las famosas Matrioshka rusas.

## Historia
Inaugurado en 1996 como el resultado del acopio de la colección privada de Antoni Zorzano, el museo lleva más de dos décadas exponiendo las obras resultado del afán coleccionista y los viajes por la Europa del este de Antoni Zorzano, exponiendo y completando la gran obra de Nicolaï Syadristy, que se encuentra dividida y dispuesta entre el Museo de Miniaturas de Kiev y el del Principado de Andorra. El museo se originó con la intervención de Marc Forné, jefe de Gobierno (Presidente del Gobierno de Andorra) desde 1995 hasta 2005 que contactó e hizo posible la organización del museo.

## Sede
El museo se sitúa en el Edificio Maragda, en la calle Mosén Cinto Verdaguer n.º 2, en la parroquia de Ordino, al noroeste del Principado de Andorra.

## Colecciones
La colección se sustenta mediante las 14 obras de Nicolaï Syadristy, obras miniaturizadas realizadas en materiales desde oro o platino, pasando por elementos más cotidianos como un grano de arroz o semillas de fruta realizadas a mano, con tamaños 400 veces más fino que un pelo humano. Sumado a la obra del miniaturista chino Liu Shouben y sus características "snuff bottle" de pequeñas dimensiones, donde se retratan motivos icónicos de lugares de Andorra, con personajes y monumentos destacados, además de obras de carácter más internacional como representaciones del Templo Expiatorio de la Sagrada Familia, el Parc Güell o el Castillo de Chambord. Además el museo se completa con obras y elementos del arte sacro tradicional y la colección en detalle de las elaboradas Matrioshkas. En relación con la obra de Nicolaï Syadristy, el museo cuenta con una exposición en formato audiovisual para el desglose de tanto su vida como su obra plástica.